# 30 grader i februari
30 grader i februari är en svensk dramaserie producerad för TV. Serien hade premiär i SVT den 6 februari 2012 och producerades av Fundament Film i samproduktion med SVT. Serien är skapad av Anders Weidemann,  konceptualiserande regi av Beata Gårdeler (del 1-2). Övriga regissörer: Andrea Östlund och Peter Schildt (del 3-6), Peter Schildt (del 7-8) och Emiliano Goessens (del 9-10). Första säsongen producerades av Håkan Hammarén. 
TV-serien vann Kristallen 2012 i kategorin "Årets TV-drama" samt Film- och TV-producenternas pris för "Årets bedrift".
Andra säsongen hade premiär i SVT den 1 februari 2016 och producerades av Anagram i samproduktion med SVT och Film i Väst. Regi av Emiliano Goessens, Håkan Lindhé och Andrea Östlund samt manus av Anders Weidemann i samarbete med Håkan Lindhé och Peter Lindblom. Producerade gjorde Martin Persson tillsammans med Anders Weidemann. Den innehåller några tillkomna biroller gestaltade av bland andra Björn Kjellman, Vanna Rosenberg, Shima Niavarani, Linus Wahlgren och Kristoffer Appelquist.

## Handling

### Säsong 1
Några svenskar beger sig till Thailand i hopp om ett lyckligare liv.
Den utarbetade tvåbarnsmodern Kajsa (Maria Lundqvist) drabbas av en stroke och bestämmer sig för att flytta till Thailand med sina döttrar, i förhoppning om att finna ro och livsglädje. Hon lämnar bostad och arbete bakom sig i Sverige och beger sig med familjen till bungalowhotellet Happiness där de vistats vid en tidigare semester. Happiness visar sig vara stängt och till salu så Kajsa bestämmer sig för att köpa det.
Majlis (Lotta Tejle) vill aldrig åka hem från semestern i Thailand. Hon vill pensionera sig där tillsammans med sin rullstolsburne make Bengt (Kjell Bergqvist) och leva på hans pension. Den vresige maken vill däremot inget annat än att åka hem.
Glenn (Kjell Wilhelmsen) är 45 år, ensam och oskuld. Han drömmer om ett familjeliv med barn och försöker desperat finna en kvinna att dela drömmen med. Efter att gång på gång ha ratats av kvinnor i Sverige bestämmer han sig för att pröva lyckan i Thailand.

### Säsong 2
Säsong två är en fortsättning på säsong ett. Relationerna förändras och personerna tvingas leva efter nya förutsättningar, vilket också påverkar drömmarna om ett lyckligare liv.

## Rollista i urval
| Kjell Bergqvist              | – Bengt    |
| Lotta Tejle                  | – Majlis   |
| Maria Lundqvist              | – Kajsa    |
| Hanna Ardéhn                 | – Joy      |
| Viola Weidemann              | – Wilda    |
| Thomas Chaanhing             | – Chan     |
| Sanong "Love" SudLa          | – Pong     |
| Kjell Wilhelmsen             | – Glenn    |
| DoungJai "Phiao" Hiransri    | – Oh       |
| Sumontha "Joom" Sounpoirarat | – Dit      |
| Björn Bengtsson              | – Bengt Jr |
| Torkel Petersson             | – Johnny   |
| Rebecka Hemse                | – Sara     |
| Björn Kjellman               | – Anders   |

## Produktion
Serien har fått 1,75 miljoner norska kronor i produktionsstöd från Nordisk Film & TV Fond. Större delen av serien är inspelad i Thailand.